# Phare Almirante Brown
Le phare Almirante Brown (en espagnol : Faro Almirante Brown) est un phare actif situé au nord de la péninsule Valdés (Département de Biedma), dans la province de Chubut en Argentine.
Il est géré par le Servicio de Hidrografía Naval (SHN) de la marine.

## Histoire
Le phare a été mis en service le 29 octobre 1949 sur la côte du Golfe San Matías, au nord de la Péninsule Valdés. À l'origine, il fonctionnait avec un équipement léger alimenté par une source d'accumulateurs à gaz acétylène, ce qui lui donnait une visibilité de 15,3 milles nautiques (environ 28 km). Plus tard, il a été modernisé conformément aux tendances mondiales en matière de signalisation maritime. Il a donc été remplacé par un équipement de panneaux solaires photovoltaïques à énergie solaire  et de batteries, minorant sa portée focale.
Son nom provient du nom de Guillermo Brown, premier amiral de la marine argentine, comme au ARA Almirante Brown (D-10) (en).

## Description
Ce phare  est une tour quadrangulaire en béton armé, avec une plateforme et une balise lanterne de 5 m de haut. La tour est peinte en blanc, avec une marque de jour (quatre bandes et un carré rouges). Il émet, à une hauteur focale de 76,5 m, deux éclats blancs, espacés de 4 secondes, par période de 16 secondes. Sa portée est de 10.2 milles nautiques (environ 19 km).
Identifiant : ARLHS : ARG-018 - Amirauté : G1049 - NGA : 110-19640 .
|                                 |
| Localisation : Péninsule Valdez |

### Lien connexe
- Liste des phares d'Argentine